# 俸祿
俸祿又稱祿俸，原意是指古代中國朝廷發給官吏的薪给，在現代中文的使用上則多指政府支付給國家公務人員的薪資。
从发放时间可分为月俸、年俸等。从物品种类可分为金屬貨幣（俸钱、俸银）、可流动的实物（粮食、布匹）等:143。“薪”、“薪水”则是官吏俸祿之外津贴的代称:145。

## 词源
当代研究者指出，中国文献记载中，最早使用的是“䘵”字，作“福”解。春秋之前，实行分封制。周天子将土地、奴隶赏赐给王族、大臣，犹如赐福。故分得之物，称作“䘵”。孙诒让解释《周禮》的《周禮正義》：“期不命之士及庶人在官者，则又无禄，而唯有稍食。”“稍食”即按月，向有官职的士以下及庶人发放的粮禀:143。
战国时期，各诸侯国向官吏按劳发放薪酬，满足生活所需，“稍食”扩大和普遍化，逐步形成“俸给制”。东汉成书的《说文解字》中，并无“俸”字。故最初，朝廷向官吏发放的生活所需要被称为“奉”，后区别为“俸”。秦朝以后，中央集权的官僚制度成型。俸、俸䘵成为官员收入之称:143。
春秋战国时期成书的《左传》、《荀子》中，“秩”字可指官吏的生活供养。从字形看，秩从禾部，当是以粮食为主的供养形式。日后引申为官吏的“品秩”:144。

## 歷史

### 中國
最早在東周戰國時代即有俸祿之名。《韩诗外传》卷九：“田子为相，三年归休，得金百镒奉其母。母曰：‘子安得此金？’对曰：‘所受俸禄也。在商周朝時期俸禄是世襲封地内的作物收入，直到战国时期世卿世禄制度逐渐瓦解，開始盛行定量俸禄，並以穀物“石”為單位計量。早年貨幣制度混亂不盛行，外加古代常有天災旱作等歉收情形發生，糧食彌足珍貴，故純以農作物當薪水的做法風行非常長久的時間。
唐朝俸祿分“歲祿”、“月俸”、“職分田”三種，月俸是指對官員的津貼，包括庶僕、雜用等。唐代规定，凡文武官员在朝堂上失禮，罚一月俸。詩人白居易嘗在朝廷為官，其俸祿的數目，都記錄在他的詩中，例如擔任左拾遺時，“月慚諫紙二千張，歲愧俸錢三十萬。”擔任蘇州刺史時，“十萬戶州尤覺貴，二千石祿敢言貧？”擔任太子少傅時，“月俸百千官二品，朝廷雇我作閒人。”由於收入不多，晚年要靠賣房地產為生，“先賣南坊十畝園，次賣東郭五項田，然後兼賣所居宅，彷彿獲緡二三千。”。
宋朝對待士大夫最優渥，大體上分“正祿”、“加祿”和“職田”。“正祿”包括月祿料錢、年衣賜（綾、絹、錦、羅）和月祿粟。“加薪”包括職錢（行：寄祿官高於職事官、守：低於職事官一品者、試：低二品者）、元隨僕人衣糧、餐錢、茶酒廚
料、薪蒿炭鹽紙、添支（錢米面羊馬驛料）。職田包括職分田和圭田。除上述之外官員俸祿還包括公使錢、給券。范仲淹本人即认定：“养贤之方，必先厚禄，禄厚然后可以责廉隅”，官员退休后的俸禄也有半禄可拿。致仕退休后還可以购庄园养老。其子弟亦可恩蔭。
明朝官員的俸祿是歷來“最薄”，因此明太祖在建國之初必須設計各種酷刑來防制貪污，甚至規定贪污过六十两白銀一律“枭首示众，仍剥皮实草”，又規定：“有即斃者，行刑之人坐死。”。
清代初期沿袭明朝的低薪制度，当時為了解決官吏低俸，而設立名目巧取鄉民銀錢的習風，如火耗等。雍正帝在本俸之外，設置了養廉銀的制度。